# جيمس إتش. غوس
جيمس إتش. غوس هو سياسي أمريكي، ولد في 9 أغسطس 1820 في يونيون في الولايات المتحدة، وتوفي بنفس المكان في 31 أكتوبر 1886. نشط حزبياً في الحزب الجمهوري. وقد انتخب عضو مجلس النواب الأمريكي ‏.